# Куликов, Виталий Николаевич
Вита́лий Никола́евич Кулико́в (27 октября 1935, Новогеоргиевск, Харьковская область — 6 января 2015, Харьков) — советский и украинский художник, живописец, график, книжный дизайнер, плакатист. Ученик Г. Бондаренко. Профессор (2010) кафедры рисунка и живописи архитектурного факультета Харьковского государственного технического университета строительства и архитектуры, воспитавший за 40 лет преподавательской деятельности несколько поколений художников и архитекторов. Награждён дипломами республиканских выставок плаката (Киев, Украина, 1975, 1986) и международного триеннале эстампа в Шамалье (Франция, 1994), лауреат Муниципальной премии (Харьков, 2006). Работы художника хранятся в престижных художественных коллекциях Украины и зарубежья.

## Биография
Родился 27 октября 1935 года в Новогеоргиевске в семье служащих.
В 1939 году переезжает с семьёй в Западную Украину. С началом войны эвакуируется с матерью в Чувашию. В 1943 году возвращается в Новогеоргиевск, получает извещение о гибели отца.
В 1950 году, по окончании семилетки, переезжает в Харьков, поступает в техникум. В 1951 году знакомится с художником Г. Бондаренко (также уроженцем Новогеоргиевска), оказавшим впоследствии определяющее влияние на становление Куликова как живописца и в особенности графика.
В 1957—1959 годах проходит срочную службу в армии (Азербайджан).
В 1959—1961 годах учится в Харьковском художественном училище, в 1961—1967 годах — в Харьковском художественно-промышленном институте (мастерская проф. Г. Бондаренко).
В 1967—1970 годах — преподаватель кафедры графики ХХПИ. В эти же годы Куликов делает свои первые шаги в области книжной графики (иллюстрации и дизайн книги К. Паустовского «Чёрное море», 1967). С 1970 года до конца жизни преподаёт на кафедре рисунка и живописи архитектурного факультета в Харьковском инженерно-строительном институте (с 2010 года — профессор).
В начале 1969 года умирает наставник Куликова — Г. Бондаренко. В этом же году художник создаёт цикл автолитографий «Образы мира».
В 1971—1988 годах — работа над плакатами и театральными постановками.
В 1974 году — цикл автолитографий «Эллада-ХХ». Принят в члены СХ СССР.
1975 — илл. и дизайн книги Ф. Костромитина «Подари мне звезду». Участвует во II республиканской выставке плаката.
1978 — творческая командировка в Польшу.
1986 — участвует в IV республиканской выставке плаката.
1987—1997 — член правления Харьковской организации Союза художников Украины, куратор молодёжного объединения.
1990 — один из организаторов творческого объединения «Литера А». Картина «Президиум». Персональная выставка (Дом художника, Харьков).
1991 — знакомство с немецким галеристом Дитрихом (Диззи) Нюрнбергером (Dizzy Nürnberger, Nürnberg). Картина «Композиция № 4». Персональная выставка (Национальный выставочный центр, Киев).
1992 — персональные выставки в Германии (галерея «In Zabo», Nürnberg, галерея DRK-Forum, Киль).
1994 — участвует в Триеннале эстампа в Шамалье, Франция; персональная выставка в галерее «Вернисаж» (Харьков).
1997 — картина «Республика».
1999 — персональная выставка (Харьковская городская художественная галерея).
2000 — илл. и дизайн книги «Дикое поле» (Харьков).
2001 — персональная выставка «Она. Возвращение геометрии» (Харьковская городская художественная галерея).
2003 — персональные выставки (галерея «Академия», «Клуб РодДом», Харьков).
2004 — персональная выставка «Від серця до серця» (Национальный художественный музей, Львов).
2005 — картина «Эвксинский понт».
2006 — картина «Календулы»; персональная выставка «Календулы» (Харьковская городская художественная галерея).
2007 — сотрудничество с TV («7 канал», Харьков, программа «Культ-ура»); персональная выставка «Рисунок/эстамп/плакат-Р» (Харьковский художественный музей).
2009 — персональная выставка «SPIRITUS LOCI» («Я-Галерея», Киев). Вышел из печати альбом «Виталий Куликов» (Киев: Родовід, 2009).
2010 — выставка в Институте проблем современного искусства НАИ Украины (Киев), 6-25 декабря — персональная выставка живописи и графики «27&27» (Харьковская городская художественная галерея).
2015 — мемориальная выставка, приуроченная к 80-летию художника, в Харьковской муниципальной галерее 28.10—20.11.2015; на выставке экспонировались живопись и графика последних пяти лет работы художника
Виталий Куликов преломил в своём творчестве традиции авангардного искусства 10-х — 20-х годов XX века. Философская обобщённость взгляда сочетается в его творчестве с резкостью его пластического воплощения. Куликов напряжённо работает с формой, выявляя её неистребимый витальный потенциал, — и тем самым дезавуирует любые проявления художественного релятивизма наших дней.

## Публичные коллекции
- Харьковский художественный музей
- Сургутская муниципальная галерея (Россия)
- Харьковская городская художественная галерея
- Сумской художественный музей
- Музей эстампа (Шамалье, Франция)
- англ. Jane Voorhees Zimmerli Art Museum[6] (Нью-Джерси, США)
- Галерея VOVATANYA[7] (Харьков)
- Дирекция художественных выставок Министерства культуры Украины (Киев)
- Институт проблем современного искусства НАИ Украины